# Мастер Триптолема

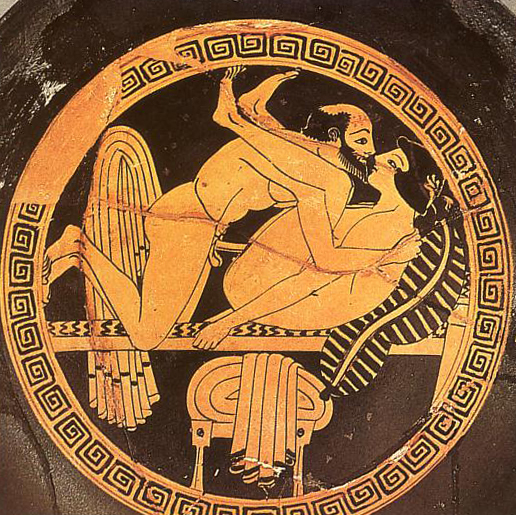
Изображение любовного акта на краснофигурной чаше работы Триптолема. Ок. 470 г. до н. э. Национальный музей Тарквинии

Вазописец Триптолем — служебное (условно присвоенное исследователями) имя неизвестного древнегреческого вазописца, работавшего в краснофигурном стиле в Афинах между 490 и 470 гг. до н. э., которое он получил по своей главной работе — «Выезду Триптолема».
Известно, что Триптолем учился в мастерской Ефрония у Дуриса. Позднее он работал с гончарами Бригом, Иероном, Харином и Пифоном. В начале своего Триптолем тяготел к архаическому стилю. На его работах часто встречаются изображения шествий во время Апатурий и сцены из жизни города Фивы.